# Víctor Patricio de Landaluce
Víctor Patricio Landaluze y Uriarte, né à Bilbao (Espagne) en 1830 et mort à La Havane en 1889, est un peintre et caricaturiste cubain d'origine basque.
Plusieurs de ses œuvres, dont Día de Reyes en La Habana, se trouvent au Musée national des beaux-arts de Cuba.